# ريتشارد غروسمان (موسيقي)
ريتشارد غروسمان (بالإنجليزية: Richard Grossman)‏ هو موسيقي أسترالي، ولد في 28 نوفمبر 1959.

## روابط خارجية
- ريتشارد غروسمان على موقع IMDb (الإنجليزية)